# Wereldkampioenschap rally in 1996
Het Wereldkampioenschap rally in 1996 was de vierentwintigste jaargang van het Wereldkampioenschap rally (internationaal het World Rally Championship), georganiseerd door de Fédération Internationale de l'Automobile (FIA).